# 史济锡
史济锡（1961年12月—），男，汉族，上海人，中华人民共和国政治人物。曾任浙江省人大常委会副主任、浙江省总工会主席。中共十九大代表。
2018年10月25日，中华全国总工会第十七届执行委员会召开第一次全体会议，选举全总十七届执委会主席、副主席和主席团委员，他当选为全总主席团委员。2023年1月，届满不再担任浙江省人大常委会副主任。